# اتفاقية لاهاي للتبليغ
اتفاقية لاهاي لتبليغ الوثائق القضائية وغير القضائية في المسائل المدنية والتجارية إلى الخارج (بالإنجليزية: Convention on the Service Abroad of Judicial and Extrajudicial Documents in Civil or Commercial Matters)، والمعروفة أيضًا باسم اتفاقية لاهاي لتبليغ الوثائق (بالإنجليزية: Hague Service Convention)، هي معاهدة متعددة الأطراف اعتمدتها الدول الأعضاء في مؤتمر لاهاي للقانون الدولي الخاص في لاهاي بهولندا ، في 15 نوفمبر 1965. وقد وُضعت الاتفاقية لتوفر للمتقاضين وسيلة موثوقة وفعالة لتبليغ الوثائق إلى الأطراف المقيمة أو العاملة أو المقيمة في بلد آخر. وتنطبق أحكام الاتفاقية على تبليغ الإجراءات في المسائل المدنية والتجارية، ولكنها لا تنطبق على المسائل الجنائية. كما تنص المادة الأولى على أن الاتفاقية لا تنطبق إذا كان عنوان الشخص المطلوب تبليغه بالوثيقة غير معروف.

## الخدمة الدبلوماسية عبر رسائل الإنابة القضائية
بالنسبة للدول التي ليست طرفًا في اتفاقية لاهاي للتبليغ، تُستخدم القنوات الدبلوماسية عادةً لتبليغ المستندات القانونية. ويتم هذا التبليغ غالبًا من خلال "خطاب طلب قضائي"، وهو طلب رسمي تصدره محكمة في الدولة التي تُجرى فيها الإجراءات القضائية إلى محكمة في دولة أخرى. وتتطلب هذه العملية عادةً إرسال المستند المطلوب تبليغه من المحكمة الأصلية إلى وزارة الخارجية في دولة المنشأ، والتي تقوم بدورها بتحويل الطلب إلى وزارة الخارجية في الدولة المقصودة. ومن هناك، تُحال المستندات إلى المحكمة المحلية، التي تصدر أمرًا يسمح بتنفيذ التبليغ. وبعد إتمام التبليغ، تمر شهادة التبليغ عبر القنوات نفسها ولكن بالعكس. وفي بعض الحالات، وبموجب إجراء أكثر تبسيطًا، يمكن للمحاكم أن ترسل طلبات التبليغ مباشرة إلى وزارة الخارجية أو إلى المحكمة الأجنبية، مما يُلغي خطوة أو أكثر من خطوات العملية.

## الإجراء
أنشأت اتفاقية لاهاي للتبليغ وسيلة مبسطة أكثر لتبليغ الأطراف في الدول المتعاقدة الأخرى. وبموجب هذه الاتفاقية، يُطلب من كل دولة متعاقدة تعيين سلطة مركزية تتولى استقبال طلبات التبليغ الواردة. ويُسمح للموظف القضائي المختص بالتبليغ في دولة المنشأ بأن يرسل طلب التبليغ مباشرة إلى السلطة المركزية في الدولة التي يُراد فيها تنفيذ التبليغ. وعند استلام الطلب، تتولى السلطة المركزية في الدولة المتلقية ترتيب عملية التبليغ وفقًا للإجراءات المسموح بها في تلك الدولة، وغالبًا ما يتم ذلك عن طريق محكمة محلية. وبعد تنفيذ التبليغ، ترسل السلطة المركزية شهادة التبليغ إلى الموظف القضائي الذي قدّم الطلب. ويُطلب من الأطراف استخدام ثلاثة نماذج موحّدة: طلب التبليغ، وملخص للإجراءات (مشابه لاستدعاء قضائي)، وشهادة التبليغ.
إن الفوائد الرئيسية لاتفاقية لاهاي للتبليغ مقارنة بخطابات الطلب القضائي تتمثل في كونها أسرع (إذ تستغرق الطلبات عادةً من شهرين إلى أربعة أشهر بدلًا من ستة أشهر إلى سنة)، وتستخدم نماذج موحّدة يُفترض أن تعترف بها السلطات في الدول الأخرى، كما أنها أقل تكلفة (في معظم الحالات) لأن التبليغ يمكن أن يتم عن طريق محامٍ محلّي دون الحاجة إلى توكيل محامٍ أجنبي للإشراف على إجراءات التبليغ الدولية.
ولا تمنع اتفاقية لاهاي الدولة المتلقية من السماح بطرق تبليغ دولية أخرى يجيزها قانونها الداخلي. فعلى سبيل المثال، يمكن لدولة أن تسمح بالتبليغ المباشر عن طريق البريد أو عن طريق التبليغ الشخصي. والدول التي تسمح للأطراف باستخدام هذه الوسائل البديلة تُقدّم توضيحًا منفصلًا بذلك في الوثائق التي تُودعها عند التصديق على الاتفاقية أو الانضمام إليها.

## طرق الخدمة البديلة
تنص اتفاقية لاهاي على طرق مختلفة لتبليغ المستندات، مثل البريد أو عن طريق الدبلوماسيين/القنصليين أو الموظفين القضائيين أو المسؤولين أو غيرهم من الأشخاص المختصين. وتغطي المواد من 8 إلى 10 هذه الأحكام، وقد تسمح بها الدول الأعضاء أو لا تسمح بها كطريقة صالحة لتبليغ المستندات في أراضيها. إن طريقة تبليغ المستندات من خلال وكالة مركزية (المادة 5) ليست اختيارية، بل هي ملزمة لجميع الدول الأعضاء. وعادةً ما يستغرق التبليغ من خلال وكالة مركزية وقتًا طويلاً: من 4 إلى 12 شهرًا. وتمنح الاتفاقية الأطراف المتقاضين إعفاءً في حالة عدم استلامهم شهادة التبليغ أو التسليم من الوكالة المركزية حتى بعد انتظار ستة أشهر. وفي مثل هذه الحالات، يجوز للمحكمة، إذا رأت أن فترة زمنية معقولة قد انقضت، أن تصدر حكمها. كما يجوز للمحكمة، في حالة الاستعجال، أن تصدر أمرًا مؤقتًا أو تدبيرًا وقائيًا حتى قبل انقضاء فترة الانتظار التي تبلغ ستة أشهر.

### السلطة المركزية
على الرغم من أن الخدمة مجانية، إلا أن معالجة الجهة المركزية قد تستغرق من 4 إلى 12 شهرًا. تُقرر الجهة المركزية الطريقة المُتبعة. في كثير من الحالات، تُعيِّن محكمة محلية مُحضرًا لتقديم المستندات وإرسال إثبات التسليم بالبريد، ولكن يُمكن أيضًا تقديم التسليم عن طريق البريد.

### الخدمة عن طريق البريد
لا يُتاح التبليغ بالبريد إلا في الدول التي لم تعترض على هذه الطريقة بموجب المادة 10(أ) من الاتفاقية، وإذا كانت الولاية القضائية التي تُنظر فيها القضية تسمح بذلك بموجب قانونها المعمول به. ولذلك، فهو ممكن في فرنسا وهولندا، ولكنه ليس ممكنًا في ألمانيا وسويسرا وكوريا الجنوبية، حيث تُنفذ التبليغات الواردة حصريًا من خلال السلطة المركزية للدولة.
في الولايات المتحدة، لطالما كان تفسير أحد أحكام المادة 10(أ) محل جدل، إذ زعم القضاء في بعض ولاياته القضائية أن التبليغ بالبريد مستحيلٌ لاستحالة استخدام كلمة "إرسال" بدلاً من "خدمة" في النسخة الإنجليزية من الاتفاقية. حُسمت المسألة نهائيًا في مايو 2017 من قِبَل المحكمة العليا الأمريكية في قضية شركة ووتر سبلاش ضد مينون قضية شركة ووتر سبلاش ضد مينون (Water Splash, Inc. v. Menon)، مما جعل التفسير متوافقًا مع تفسيرات الأطراف في ولايات قضائية أمريكية أخرى وبقية العالم.

## العلاقة مع الأدوات الأخرى
بموجب الاتفاقية، يجوز للدول إبرام اتفاقيات مختلفة فيما بينها، تكون لها الأسبقية على الاتفاقية. ولذلك، تُطبق في الاتحاد الأوروبي (باستثناء الدنمارك) قواعد أخرى بدلًا من الاتفاقية.

## الدول الأطراف
اعتبارًا من أكتوبر 2024، أصبح هناك 84 دولة طرفًا متعاقدًا في اتفاقية لاهاي للتبليغ.
| الدولة الطرف            | تمّ التوقيع       | تمّ التصديق أو الانضمام | تاريخ دخول الاتفاقية حيز التنفيذ |
| ----------------------- | ---------------- | ---------------------- | -------------------------------- |
| ألبانيا                 | —                | 2006 November 1        | 2007 July 1                      |
| أندورا                  | —                | 2017 April 26          | 2017 December 1                  |
| أنتيغوا وباربودا        | —                | 1985 May 1             | 1981 November 1                  |
| الأرجنتين               | —                | 2001 February 2        | 2001 December 2                  |
| أرمينيا                 | —                | 2012 June 27           | 2013 February 1                  |
| أستراليا                | —                | 2010 March 15          | 2010 November 1                  |
| النمسا                  | 2019 November 22 | 2020 July 14           | 2020 September 12                |
| أذربيجان                | —                | 2023 February 17       | 2023 September 1                 |
| Bahamas, The            | —                | 1997 June 17           | 1998 February 1                  |
| باربادوس                | —                | 1969 February 10       | 1969 October 1                   |
| بيلاروسيا               | —                | 1997 June 6            | 1998 February 1                  |
| بلجيكا                  | 1966 January 21  | 1970 November 19       | 1971 January 18                  |
| بليز                    | —                | 2009 September 8       | 2010 May 1                       |
| البوسنة والهرسك         | —                | 2008 June 16           | 2009 February 1                  |
| بوتسوانا                | —                | 1969 February 10       | 1969 September 1                 |
| البرازيل                | —                | 2018 November 1        | 2019 June 1                      |
| بلغاريا                 | —                | 1999 November 23       | 2000 August 1                    |
| كندا                    | —                | 1998 September 26      | 1999 May 1                       |
| الصين                   | —                | 1991 May 6             | 1992 January 1                   |
| كولومبيا                | —                | 2013 April 10          | 2013 November 1                  |
| كوستاريكا               | —                | 2016 March 16          | 2016 October 1                   |
| كرواتيا                 | —                | 2006 February 28       | 2006 November 1                  |
| قبرص                    | —                | 1982 October 26        | 1983 June 1                      |
| التشيك                  | —                | 1993 January 28        | 1993 January 1                   |
| الدنمارك                | 1969 January 7   | 1969 August 2          | 1969 October 1                   |
| جمهورية الدومينيكان     | —                | 2024 March 21          | 2024 October 1                   |
| مصر                     | 1966 March 1     | 1968 December 12       | 1969 February 10                 |
| السلفادور               | —                | 2024 March 21          | 2024 October 1                   |
| إستونيا                 | —                | 1996 February 2        | 1996 October 1                   |
| فنلندا                  | 1965 November 15 | 1969 November 11       | 1969 November 10                 |
| فرنسا                   | 1967 January 12  | 1972 July 3            | 1972 September 1                 |
| جورجيا                  | —                | 2021 May 31            | 2022 January 1                   |
| ألمانيا                 | 1965 November 15 | 1979 April 27          | 1979 June 26                     |
| اليونان                 | 1983 July 20     | 1983 July 20           | 1983 September 18                |
| المجر                   | —                | 2004 July 13           | 2005 April 1                     |
| آيسلندا                 | —                | 2008 November 10       | 2009 July 1                      |
| الهند                   | —                | 2006 November 23       | 2007 August 1                    |
| أيرلندا                 | 1989 October 20  | 1994 April 5           | 1994 June 4                      |
| إسرائيل                 | 1965 November 25 | 1972 August 14         | 1972 October 13                  |
| إيطاليا                 | 1979 January 25  | 1981 November 25       | 1982 January 24                  |
| اليابان                 | 1970 March 12    | 1970 May 28            | 1970 July 27                     |
| كازاخستان               | —                | 2015 October 15        | 2016 June 1                      |
| Korea, South            | —                | 2000 January 13        | 2000 August 1                    |
| الكويت                  | —                | 2002 May 8             | 2002 December 1                  |
| لاتفيا                  | —                | 1995 March 28          | 1995 November 1                  |
| ليتوانيا                | —                | 2000 August 2          | 2001 June 1                      |
| لوكسمبورغ               | 1971 October 27  | 1975 July 9            | 1975 September 7                 |
| مالاوي                  | —                | 1972 April 24          | 1972 December 1                  |
| مالطا                   | —                | 2011 February 1        | 2011 October 1                   |
| جزر مارشال              | —                | 2020 July 29           | 2021 February 1                  |
| المكسيك                 | —                | 1999 November 2        | 2000 June 1                      |
| مولدوفا                 | —                | 2012 July 4            | 2013 February 1                  |
| موناكو                  | —                | 2007 March 1           | 2007 November 1                  |
| الجبل الأسود            | —                | 2012 January 16        | 2012 September 1                 |
| المغرب                  | —                | 2011 March 24          | 2011 November 1                  |
| Netherlands             | 1965 November 15 | 1975 November 3        | 1976 January 2                   |
| نيكاراجوا               | —                | 2019 July 24           | 2020 February 1                  |
| مقدونيا الشمالية        | —                | 2008 December 23       | 2009 September 1                 |
| النرويج                 | 1968 October 15  | 1969 August 2          | 1969 October 1                   |
| باكستان                 | —                | 1988 December 7        | 1989 August 1                    |
| باراغواي                | —                | 2023 June 23           | 2024 January 1                   |
| الفلبين                 | —                | 2020 March 3           | 2020 October 1                   |
| بولندا                  | —                | 1996 February 13       | 1996 September 1                 |
| البرتغال                | 1971 July 5      | 1973 December 27       | 1974 February 25                 |
| رومانيا                 | —                | 2003 August 21         | 2004 April 1                     |
| روسيا                   | —                | 2001 May 1             | 2001 December 1                  |
| سانت فينسنت والغرينادين | —                | 2005 January 6         | 1979 October 27                  |
| سان مارينو              | —                | 2002 April 15          | 2002 November 1                  |
| صربيا                   | —                | 2010 July 2            | 2011 February 1                  |
| سيشل                    | —                | 1980 November 18       | 1981 July 1                      |
| سنغافورة                | —                | 2023 May 16            | 2023 December 1                  |
| سلوفاكيا                | —                | 1993 March 15          | 1993 January 1                   |
| سلوفينيا                | —                | 2000 September 18      | 2001 June 1                      |
| إسبانيا                 | 1976 October 21  | 1987 June 4            | 1987 August 3                    |
| سريلانكا                | —                | 2000 August 31         | 2001 June 1                      |
| السويد                  | 1969 February 4  | 1969 August 2          | 1969 October 1                   |
| سويسرا                  | 1985 May 21      | 1994 November 2        | 1995 January 1                   |
| تونس                    | —                | 2017 July 10           | 2018 February 2                  |
| تركيا                   | 1968 June 11     | 1972 February 28       | 1972 April 28                    |
| أوكرانيا                | —                | 2001 February 1        | 2001 December 1                  |
| المملكة المتحدة         | 1965 December 10 | 1967 November 17       | 1969 February 10                 |
| الولايات المتحدة        | 1965 November 15 | 1967 August 24         | 1969 February 10                 |
| فنزويلا                 | —                | 1993 October 29        | 1994 July 1                      |
| فيتنام                  | —                | 2016 March 16          | 2016 December 1                  |

## ملحوظات
1. 1 2  لا تُطبق أحكام الاتفاقية بين أرمينيا وأذربيجان.[4]
2. ↑  دخلت الاتفاقية حيز التنفيذ في 1 نوفمبر 2010 بالنسبة لجميع الأراضي الخارجية لأستراليا.[5]
3. ↑  دخلت الاتفاقية حيز التنفيذ في 27 يوليو 1986 بالنسبة لأروبا.[6]
4. ↑  دخلت الاتفاقية حيز التنفيذ في 19 يوليو 1970 بالنسبة لكل من برمودا، وجزر العذراء البريطانية، وجزر كايمان، وجزر فوكلاند، وجبل طارق، وغيرنزي، وجزيرة مان، وجيرزي، ومونتسرات، وجزر بيتكيرن، وسانت هيلينا، وجزر توركس وكايكوس.[7] ودخلت حيز التنفيذ في 2 أكتوبر 1982 بالنسبة لأنغويلا.[7]
5. ↑  دخلت الاتفاقية حيز التنفيذ في جزر ماريانا الشمالية بتاريخ 30 مايو 1994.[8]

## روابط خارجية
- النص الكامل للاتفاقية (بالإنجليزية)
- قائمة السلطات المركزية المعينة من قبل الدول الأطراف (بالإنجليزية)